# Сануков, Ксенофонт Никанорович
Ксенофо́нт Никано́рович Сануко́в (5 февраля 1935, дер. Носелы, Горномарийский национальный район, Марийская АО — 14 октября 2020, Йошкар-Ола) — марийский историк и педагог. Известный финно-угровед. Исследователь истории марийского народа. Автор свыше 900 печатных работ.

## Биография
Окончил Козьмодемьянское педагогическое училище (1953), Марийский государственный педагогический институт (1958) и аспирантуру Института истории СССР АН СССР (1968). Преподаватель Марийского государственного педагогического института (1958—1960). Редактор газеты «Молодой коммунист» (1960—1962), сотрудник Марийского научно-исследовательского института языка, литературы и истории (1962—1966). С 1966 года лектор и заместитель заведующего отделом пропаганды обкома КПСС. С 1971 года преподаватель Марийского педагогического института, с 1973 в ВУЗах Ульяновска и Рыбинска. В 1982—1986 годах директор Марийского научно-исследовательского института языка, литературы и истории. В 1986—1991 годах заведующий кафедрой истории КПСС Марийского педагогического института. С 1991 года в Марийском государственном университете: профессор, в 1993—2003 годах заведующий кафедрой региональной истории.
Скончался 14 октября 2020 года в Йошкар-Оле. Похоронен на Туруновском кладбище Йошкар-Олы.
Член авторских коллективов и редколлегии обобщающих трудов, соавтор учебных пособий по истории Марий Эл, научный руководитель, ведущий автор, редактор книг по истории Йошкар-Олы. Организатор и 1-й председатель марийской организации общества «Мемориал» (1989—1996, 2000—2003). Главный редактор журнала «Финно-угроведение» (с 1994). Член Академии гуманитарных наук (1994). Председатель общества «Марий Эл—Венгрия» (с 1986).

## Научные, учёные и почётные звания и степени
- Кандидат исторических наук (1970)
- Доктор исторических наук (1986)
- Профессор (1989)
- Заслуженный деятель науки Марийской АССР (1986)
- Заслуженный работник высшей школы Российской Федерации (1998)
- Почётный гражданин Йошкар-Олы (2000)
- Почётный гражданин Горномарийского района (2005)
- Государственная премия Республики Марий Эл (2005)[3]
- Медаль ордена «За заслуги перед Отечеством» II степени (2006)
- Почётные грамоты Президиума Верховного Совета Марийской АССР (1966, 1985)

## Основные научные работы
- История марийского народа.— Йошкар-Ола, 2011. — 184 с.

## Память
7 июня 2022 года в Йошкар-Оле на доме № 7 по улице Вашской, где жил учёный, была открыта мемориальная доска.